# Trauernde Magdeburg

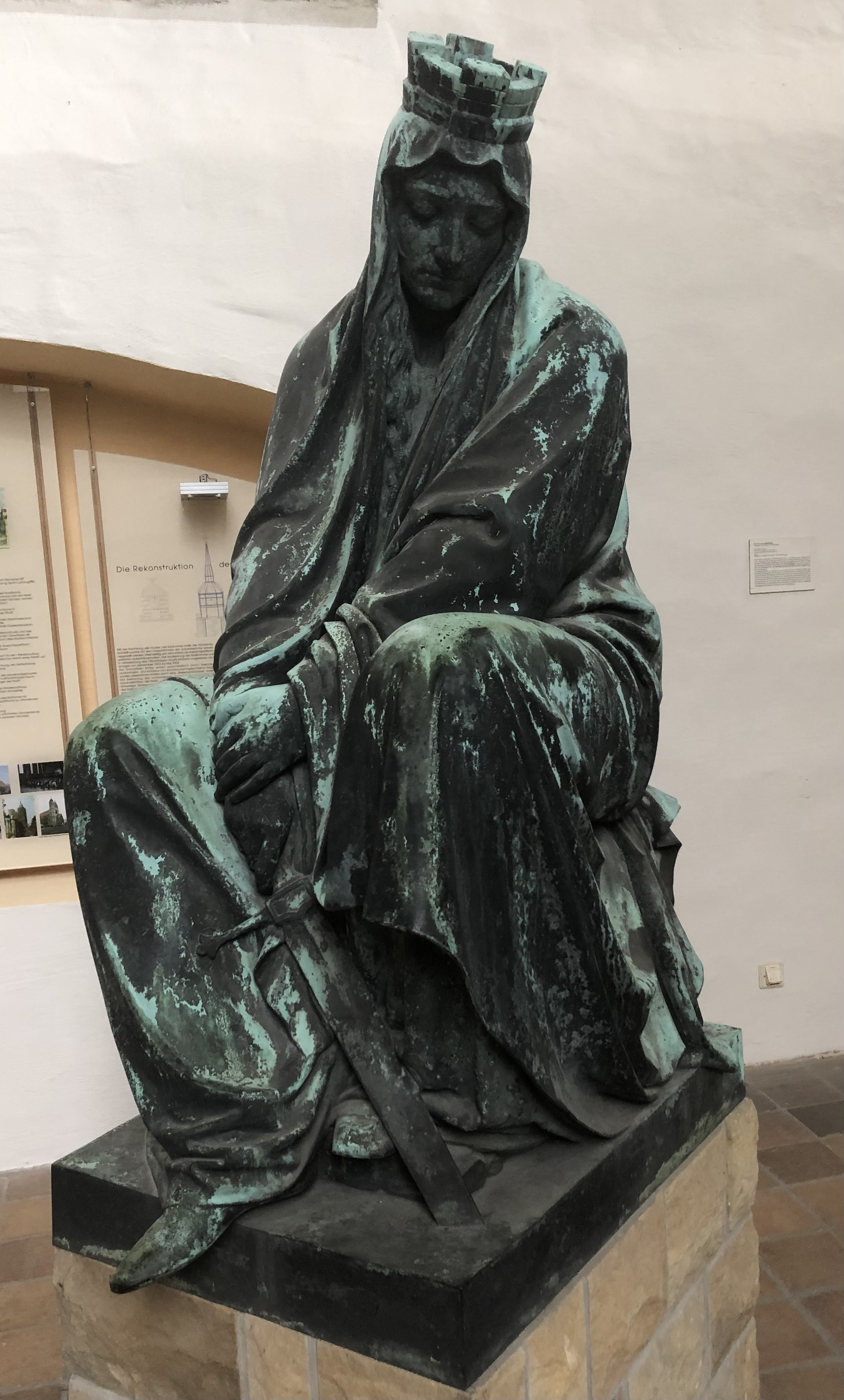
Trauernde Magdeburg, 2022

Die Trauernde Magdeburg ist eine denkmalgeschützte Skulptur in Magdeburg in Sachsen-Anhalt. Es handelt sich um einen Nachguss aus dem Ensemble des Lutherdenkmals in Worms.

## Lage
Die Skulptur befindet sich in der Vorhalle der Sankt-Johannis-Kirche in der Magdeburger Altstadt an der Adresse Johannisbergstraße 1.

## Geschichte
Bei der Bronzeskulptur handelt es sich um den 1906 geschaffenen Nachguss der gleichnamigen Begleitfigur des 1856 bis 1868 entstandenen Wormser Lutherdenkmals, die nach einem Entwurf von Ernst Rietschel von Adolf von Donndorf geschaffen worden war. Veranlasst wurde der Nachguss von dem Magdeburger Industriellen Eugen Polte, der ihn der Stadt Magdeburg schenkte. Zunächst wurde die Figur im Kunsthistorischen Museum aufgestellt, ehe sie 1924 ihren Platz in der Johanniskirche fand. Bei der neuerlichen Zerstörung der Stadt Magdeburg am 16. Januar 1945 blieb die Figur der Trauernden Magdeburg in den Trümmern der schwer getroffenen Kirche erhalten und wurde so auch zum Symbol der erneuten Zerstörung und des beginnenden Wiederaufbaus der Stadt. Nachdem die Skulptur sich für längere Zeit nicht mehr in der zerstörten Kirche befunden hatte, wurde sie 1989 in der erhaltenen Vorhalle wieder aufgestellt.
Im örtlichen Denkmalverzeichnis ist die Skulptur unter der Erfassungsnummer 094 71180 als Baudenkmal verzeichnet.

## Gestaltung und Deutung
Die Skulptur steht allegorisch für die im Dreißigjährigen Krieg erfolgte Zerstörung Magdeburgs im Jahr 1631 und zeigt die Figur einer sitzenden, in einen Umhang gehüllten Frau, eine Märtyrerin. Auf dem nach unten geneigten Kopf trägt die Figur eine Stadtkrone, in der rechten ruhenden Hand hält die Frau ein gesenktes, stumpfes Schwert. Somit sollte die Darstellung als Symbol für die aufgrund ihres Bekenntnisses zum Protestantismus zerstörte Stadt stehen.
Die zugehörige Informationstafel erläutert die allegorische Bedeutung:
„Die Trauernde Magdeburg ist ein Sinnbild für Leid und Trauer nach der Zerstörung von 1631. Angeregt von der Jungfrau mit Kranz im Wappen Magdeburgs, hatten in der Zeit des Dreißigjährigen Krieges viele Propagandaschriften das Motiv zum Bild der ‚Magdeburger Braut‘ weiterentwickelt. Die Magdeburger Jungfrau verweigerte sich dem ‚Bräutigam Tilly‘, bis der kaiserliche General mit Gewalt die ‚Magdeburger Hochzeit‘ erzwang.“

## Sonstiges
Ein weiterer Abguss der Figur befindet sich auf dem Grab Adolf von Donndorfs.